# رونالد أ. إدواردز
رونالد أ. إدواردز (بالإنجليزية: Ronald A Edwards)‏ هو عسكري جنوب أفريقي، ولد في 1923 في بارل ‏ في جنوب أفريقيا، وتوفي في 3 يوليو 2014.